# روبرت لوكاس الابن
روبرت لوكاس الابن (بالإنجليزية: Robert Emerson Lucas, Jr)‏ اقتصادي أمريكي حاز على جائزة نوبل في العلوم الاقتصادية عام 1995.

## النشأة
ولد روبرت لوكاس في 15 أيلول 1937 في ياكيما بولاية واشنطن في الولايات المتحدة الأمريكية وكان والده يمتلك مطعم صغير، ومعمل ألبان. أثناء الحرب العالمية الثانية قُصف المطعم فانتقلت العائلة إلى سياتل، وعندما بدأ تحصيله العلمي المدرسي أعجب كثيرًا بحساب التفاضل والتكامل في الثانوية وكذا الرياضيات التطبيقية.

## التحصيل العلمي
رغب بالالتحاق بجامعة واشنطن في سياتل على أمل أن يصبح مهندسًا، لكنه حصل على منحة من جامعة ماساتشوستس في شيكاغو والتحق بالقسم الأدبي للكلية حيث درس تاريخ الحضارة الغربية والتنظيم والأساليب والمبادئ والمعرفة بدأً من أفلاطون وأرسطو، كما درس تاريخ الإغريق. بعد التخرج بدأ التفكير في العمل الأكاديمي، حصل على دكتوراه زمالة وودرو ويلسون وانخرط في برنامج الدراسات العليا في التاريخ في جامعة كاليفورنيا، فدرس التاريخ الاقتصادي والنظرية الاقتصادية. أحب الاقتصاد وقرر دراسته، وعاد إلى شيكاغو حيث قرأ كتاب بول سأمويلسون لأسس التحليل الاقتصادي ووصفة بأنه «أهم كتاب في الاقتصاد منذ الحرب».

## الأبحاث والتعاون العلمي
في خريف سنة 1960 قابل ميلتون فريدمان وسأمويلسون وغريليشيس وجريج لويس وأرنولد هاربرجر وهربرت سيمون. كما قابل إدوارد بريسكوت وكان طالب دكتوراه في السنة نفسها ثم كتب بحثًا عن «التوقعات وحياديه المال» في عام 1970 ونُشر في عام 1972. في عام 1974 عاد إلى شيكاغو لينضم إلى هيئة التدريس في جامعتها. في عام 1980 التقى جون ديوي الفيلسوف المعروف في شيكاغو، وتركزت دراستة في تلك الفترة عن البحث عن «النظرية النقدية» والتجارة الدولية والسياسة المالية والنمو الاقتصادي.

## روابط خارجية
- روبرت لوكاس الابن على موقع الموسوعة البريطانية (الإنجليزية)
- روبرت لوكاس الابن على موقع مونزينجر (الألمانية)
- روبرت لوكاس الابن على موقع إن إن دي بي (الإنجليزية)